# Claudia Rossi
Claudia Rossi, známá i jako Claudia Possi, Anett Stromberg, Verunka Ba., Veronika K., Sabrina White, vlastním jménem Veronika Kožíková (* 13. dubna 1983 Myjava) je slovenská pornoherečka.

## Kariéra
Claudia Rossi vstoupila do pornoprůmyslu v roce 2003, ve věku 20 let. Tehdy podepsala exkluzivní kontrakt s evropskou produkční společností Moiré Candy. Během své kariéry natočila více než 250 pornofilmů. V letech 2007 a 2009 byla na AVN Awards nominována v kategorii Nejlepší zahraniční herečku roku.
Na svém osobním blogu píše o svém životě nebo o vlastním psovi a zmiňuje také to, že jejím nejoblíbenějším spisovatelem je Erich Maria Remarque a vyznává se též z náklonnosti k hudbě skupiny Rammstein.

## Část filmografie
- 2008-Casino - No Limit
- 2007-Mondo Rossi: High Class Ass
- 2007-My Scary Movix
- 2007-Private Black Label 51, 54, 55
- 2006-Anal Renaissance
- 2006-Ass Candy
- 2006-Asstravaganza 2
- 2006-D.P. First Timers 2
- 2006-Glamour
- 2006-Hot Cherry Pies 3
- 2006-La Veuve
- 2005-White Girls Suck and Swallow 2
- 2005-2 Sex 3 Angels
- 2005-Anchorman Jam
- 2005-Apprentass 3
- 2005-Ass Trique
- 2005-Gangland 55

## Ocenění
- 2007 AVN Award - nominována na Nejlepší zahraniční herečku roku
- 2009 AVN Award - nominována na Nejlepší zahraniční herečku roku